# تريسي باريت
تريسي باريت (بالإنجليزية: Tracy Barrett)‏ هي كاتبة للأطفال وكاتِبة أمريكية، ولدت في 1 مارس 1955 في كليفلاند في الولايات المتحدة.

## وصلات خارجية
- الموقع الرسمي